# Renkajärvi
Renkajärvi är en sjö i Finland. Den ligger i kommunen Hattula i landskapet Egentliga Tavastland, i den södra delen av landet, 100 km nordväst om huvudstaden Helsingfors. Renkajärvi ligger 121,9 meter över havet. Arean är 6,08 kvadratkilometer och strandlinjen är 34,9 kilometer lång. Sjön  ingår i Kumo älvs huvudavrinningsområde.   I omgivningarna runt Renkajärvi växer i huvudsak blandskog.
I övrigt finns följande i Renkajärvi:
- Koulunsaari (en ö)
- Häntäsaari (en ö)
- Vohlisaari (en ö)
- Niinisaari (en ö)
- Kaitasaari (en ö)
- Pikkusaari (en ö)
- Patasaari (en ö)
- Kissakarit (en ö)
- Salmialansaari (en ö)